# Time Travel Shōjo: Mari Waka to 8-nin no Kagakusha-tachi
Time Travel Shōjo: Mari Waka to 8-nin no Kagakusha-tachi (タイムトラベル少女～マリ・ワカと8人の科学者たち～ lit. Chica viajera en el tiempo: Mari, Waka y los 8 científicos?) es un anime dirigido por Osamu Yamasaki. El anime se emitió entre el 9 de julio y el 24 de septiembre de 2016.

## Sinopsis
Mari Hayase está en una misión en la que debe viajar en el tiempo y conocer ocho de los más prominentes científicos e inventores de la historia. Con la ayuda de sus amigos Waka Mizuki y Shun Mizuki ella podrá tener contacto personal con figuras famosas como Benjamin Franklin, Alexander Graham Bell, Thomas Edison, y muchos otros.

## Personajes
Mari Hayase (早瀬 真理 Hayase Mari?)
Seiyū: Aki Toyosaki
La hija de una gran pastelera y un brillante científico. Aunque relativamente buena en la cocina, su desempeño académico es algo aleatorio (una vez, en una prueba de ciencia donde había una pregunta sobre reflexión y se le preguntó cómo se vería ella en un espejo, y respondió "se vería lindo").
Eiji Hayase (早瀬 永司 Hayase Eiji?)
Seiyū: Toshiyuki Morikawa
El esposo de Akira y padre de Mari y Rika. Un apasionado científico investigador, quien suele ser muy exhaustivo en sus estudios y expediciones; el día después de su boda él desapareció por medio año sin ningún contacto, y no ha visto o contactado a su esposa e hijas en tres años.
Waka Mizuki (水城 和花 Mizuki Waka?)
Seiyū: Minako Kotobuki
Ella está en la misma clase que Mari a la vez siendo su amiga. La hermana menor de Shun. Ella está enamorada de su compañero de clases Fuuta.
Shun Mizuki (水城 旬 Mizuki Shun?)
Seiyū: Ryuichi Kijima
El hermano mayor de Waka.
Jō Mikage (御影 丞 Mikage Jō?)
Seiyū: Tomohiro Tsuboi
Un hombre de negocios de corazón frío que está interesado en la máquina del tiempo, y la investigación sobre la "materia transportadora", que la materia utilizada en el laboratorio. Capturó a Shun, la madre de Mari, Waka y Mari dentro del laboratorio después de descubrir la máquina ubicada en el sótano del laboratorio de Eiji. Forzó a Mari a volver al pasado con él para ubicar a Eiji, solo resultando en sí mismo atascado en el pasado debido a un error de paradoja en el tiempo.
Futa Ichikawa (市川 風太 Ichikawa Fuuta?)
Seiyū: Daiki Yamashita
Un miembro del equipo de fútbol y un compañero de clases de Mari y Waka. Waka está enamorada de él a pesar de ser inconsciente de eso.

### Figuras históricas famosas
William Gilbert (ウィリアム・ギルバート?)
Seiyū: Tōru Ōkawa
Un astrónomo británico.
Benjamin Franklin (ベンジャミン・フランクリン?)
Seiyū: Shin'ichirō Miki
Un empresario estadounidense.
Alessandro Volta (アレッサンドロ・ジュゼッペ?)
Seiyū: Daiki Nakamura
Un químico y físico italiano.
Michael Faraday (マイケル・ファラデー?)
Seiyū: Showtaro Morikubo
Un químico y físico brítanico.
Samuel Morse (サミュエル・モールス?)
Seiyū: Kōji Yusa
Un inventor estadounidense.
Alexander Graham Bell (アレクサンダー・グラハム・ベル?)
Seiyū: Tomoaki Maeno
Un inventor estadounidense.
Heinrich Rudolf Hertz (ハインリヒ・ルドルフ・ヘルツ?)
Seiyū: Akira Ishida
Un físico alemán.
Thomas Alva Edison (トーマス・アルバ・エジソン?)
Seiyū: Wataru Hatano
Un inventor y empresario estadounidense.

### Otros
Akira Hayase (早瀬 晶 Hayase Akira?)
Seiyū: Haruka Tomatsu
La esposa de Eiji y madre de Mari y Rika. Ella es una pastelera profesional.
Rika Hayase (早瀬 理香 Hayase Rika?)
Seiyū: Yui Fukuo
La hermana menor de Mari.
Rei Mizuki (水城 麗 Mizuki Rei?)
Seiyū: Kikuko Inoue
La madre de Shun y Waka.
Satsuki Kuroki (黒木 さつき Kuroki Satsuki?)
Seiyū: Ayahi Takagaki
Asistente de Mikage.

## Media

### Anime
Una adaptación a serie de anime de doce episodios comenzó a emitirse el 9 de julio de 2016 en TV Tokyo y finalizó el 24 de septiembre de 2016. El tema de apertura es "Kibō Traveler" (希望TRAVELER lit. "Viajeros de esperanza"?) interpretado por AŌP, mientras que el tema de cierre es Miss Rabbit" (ミス・ラビット?).

#### Lista de episodios
| #  | Título                                                                              | Estreno                  |
| -- | ----------------------------------------------------------------------------------- | ------------------------ |
| 1  | «Gilbert, el sabio» «Kenjanaru Girubāto» (賢者なるギルバート)                       | 9 de julio de 2016       |
| 2  | «Gilbert, afligido» «Kanashimi no Girubāto» (悲しみのギルバート)                    | 16 de julio de 2016      |
| 3  | «El espíritu de rebeldía de Franklin» «Hankotsu no Furankurin» (反骨のフランクリン) | 23 de julio de 2016      |
| 4  | «Volta en el campo de batalla» «Senjō no Boruta» (戦場のボルタ)                     | 30 de julio de 2016      |
| 5  | «Faraday despechado» «Faradē no Yūutsu» (ファラデーの憂鬱)                          | 6 de agosto de 2016      |
| 6  | «La resolución de Faraday» «Faradē no Kakugo» (ファラデーの覚悟)                    | 13 de agosto de 2016     |
| 7  | «La inspiración de Morse» «Mōrusu no HiramekI» (モールスの閃き)                     | 20 de agosto de 2016     |
| 8  | «La decisión de Bell» «Beru no Ketsudan» (呼応るベル)                               | 27 de agosto de 2016     |
| 9  | «Las respuestas de Bell» «Koōru Beru» (呼応るベル)                                  | 3 de septiembre de 2016  |
| 10 | «El orgullo de Hertz» «Herutsu no Hokori» (ヘルツの誇り)                            | 10 de septiembre de 2016 |
| 11 | «La resistencia de Edison» «Fukutsu no Ejison» (不屈のエジソン)                     | 17 de septiembre de 2016 |
| 12 | «Los queridos científicos» «Shin'ainaru Kagaku-sha-tachi» (親愛なる科学者たち)      | 24 de septiembre de 2016 |